# Eurytoma semifuscicornis
Eurytoma semifuscicornis är en stekelart som beskrevs av Girault 1915. Eurytoma semifuscicornis ingår i släktet Eurytoma och familjen kragglanssteklar. Inga underarter finns listade i Catalogue of Life.